# Kawaguchi
Kawaguchi (川口市 Kawaguchi-shi) é uma cidade japonesa localizada na província de Saitama.
Em 2006 a cidade tinha uma população estimada em 495 639 habitantes e uma densidade populacional de 8 890,38 h/km². Tem uma área total de 55,75 km².
Recebeu o estatuto de cidade a 1 de Abril de 1933.